# Wahlkreis Pordenone (Camera dei deputati)
Der Wahlkreis Pordenone war von 1993 bis 2007 und ist seit 2017 wieder ein Wahlkreis (italienisch collegio elettorale) für die Wahl der Abgeordnetenkammer.

## Von 1993 bis 2005

### Wahlkreisgebiet
Zum Wahlkreis gehören 13 Gemeinden: Arzene, Casarsa della Delizia, Cordenons, Cordovado, Fiume Veneto, Morsano al Tagliamento, Porcia, Pordenone, San Martino al Tagliamento, San Vito al Tagliamento, Sesto al Reghena, Valvasone und Zoppola.

### Wahlergebnisse

#### Parlamentswahl 1994

##### Direktstimmen
| Kandidaten               | Kandidaten             | Parteien                                 | Stimmen | %    |
| ------------------------ | ---------------------- | ---------------------------------------- | ------- | ---- |
|                          | Eduard Ballamangewählt | Polo delle Libertà (FI – LN – CCD – UDC) | 46.844  | 47,9 |
|                          | Francesco Durante      | Alleanza dei Progressisti                | 22.344  | 22,8 |
|                          | Maria Grazia Girolami  | Patto per l’Italia                       | 14.946  | 15,3 |
|                          | Gastone Parigi         | Alleanza Nazionale                       | 12.364  | 12,6 |
|                          | Ilario Pontel          | Partito della Legge Naturale             | 1.395   | 1,4  |
| Gesamt                   | Gesamt                 | Gesamt                                   | 97.893  | 100  |
|                          |                        |                                          |         |      |
| Ungültige Stimmen        | Ungültige Stimmen      | Ungültige Stimmen                        | 5.214   | 5,1  |
| Wähler                   | Wähler                 | Wähler                                   | 103.107 | 89,4 |
| Wahlberechtigte          | Wahlberechtigte        | Wahlberechtigte                          | 115.275 |      |
|                          |                        |                                          |         |      |
| Quelle: Innenministerium |                        |                                          |         |      |

##### Listenstimmen
| Parteien                             | Parteien                     | Parteien                           | Stimmen | %    |
| ------------------------------------ | ---------------------------- | ---------------------------------- | ------- | ---- |
|                                      | Polo per le Libertà          | Forza Italia                       | 25.298  | 25,6 |
| Lega Nord                            | Polo per le Libertà          | 18.975                             | 19,2    |      |
| ↳ Gesamt                             | Polo per le Libertà          | 44.273                             | 44,7    |      |
|                                      | Progressisti                 | Partito Democratico della Sinistra | 11.475  | 11,6 |
| Partito della Rifondazione Comunista | Progressisti                 | 5.279                              | 5,3     |      |
| Federazione dei Verdi                | Progressisti                 | 4.149                              | 4,2     |      |
| Partito Socialista Italiano          | Progressisti                 | 1.372                              | 1,4     |      |
| ↳ Gesamt                             | Progressisti                 | 22.275                             | 22,5    |      |
|                                      | Patto per l’Italia           | Partito Popolare Italiano          | 15.854  | 16,0 |
|                                      | Alleanza Nazionale           | Alleanza Nazionale                 | 11.590  | 11,7 |
|                                      | Lista Marco Pannella         | Lista Marco Pannella               | 4.240   | 4,3  |
|                                      | Partito della Legge Naturale | Partito della Legge Naturale       | 773     | 0,8  |
| Gesamt                               | Gesamt                       | Gesamt                             | 99.005  | 100  |
|                                      |                              |                                    |         |      |
| Ungültige Stimmen                    | Ungültige Stimmen            | Ungültige Stimmen                  | 4.102   | 4,0  |
| Wähler                               | Wähler                       | Wähler                             | 103.107 | 89,4 |
| Wahlberechtigte                      | Wahlberechtigte              | Wahlberechtigte                    | 115.275 |      |
|                                      |                              |                                    |         |      |
| Quelle: Innenministerium             |                              |                                    |         |      |

#### Parlamentswahl 1996

##### Direktstimmen
| Kandidaten               | Kandidaten             | Parteien            | Stimmen | %    |
| ------------------------ | ---------------------- | ------------------- | ------- | ---- |
|                          | Manlio Contentogewählt | Polo per le Libertà | 34.185  | 36,2 |
|                          | Antonio Di Bisceglie   | L’Ulivo             | 31.618  | 33,5 |
|                          | Nicola Zille           | Lega Nord           | 28.718  | 30,4 |
| Gesamt                   | Gesamt                 | Gesamt              | 94.521  | 100  |
|                          |                        |                     |         |      |
| Ungültige Stimmen        | Ungültige Stimmen      | Ungültige Stimmen   | 5.869   | 5,8  |
| Wähler                   | Wähler                 | Wähler              | 100.390 | 85,3 |
| Wahlberechtigte          | Wahlberechtigte        | Wahlberechtigte     | 117.636 |      |
|                          |                        |                     |         |      |
| Quelle: Innenministerium |                        |                     |         |      |

##### Listenstimmen
| Parteien                                          | Parteien                             | Parteien                             | Stimmen | %    |
| ------------------------------------------------- | ------------------------------------ | ------------------------------------ | ------- | ---- |
|                                                   | Polo per le Libertà                  | Forza Italia                         | 20.004  | 21,0 |
| Alleanza Nazionale                                | Polo per le Libertà                  | 11.493                               | 12,0    |      |
| CCD – CDU                                         | Polo per le Libertà                  | 4.863                                | 5,1     |      |
| ↳ Gesamt                                          | Polo per le Libertà                  | 36.360                               | 38,1    |      |
|                                                   | Lega Nord                            | Lega Nord                            | 27.338  | 28,7 |
|                                                   | L’Ulivo                              | Partito Democratico della Sinistra   | 11.803  | 12,4 |
| Popolari per Prodi (PPI – SVP – PRI – UD – Prodi) | L’Ulivo                              | 9.684                                | 10,2    |      |
| Federazione dei Verdi                             | L’Ulivo                              | 3.495                                | 3,7     |      |
| ↳ Gesamt                                          | L’Ulivo                              | 24.982                               | 26,2    |      |
|                                                   | Partito della Rifondazione Comunista | Partito della Rifondazione Comunista | 5.800   | 6,1  |
|                                                   | Fiamma Tricolore                     | Fiamma Tricolore                     | 544     | 0,6  |
|                                                   | Nord Libero Autonomia                | Nord Libero Autonomia                | 371     | 0,4  |
| Gesamt                                            | Gesamt                               | Gesamt                               | 95.395  | 100  |
|                                                   |                                      |                                      |         |      |
| Ungültige Stimmen                                 | Ungültige Stimmen                    | Ungültige Stimmen                    | 4.995   | 5,0  |
| Wähler                                            | Wähler                               | Wähler                               | 100.390 | 85,3 |
| Wahlberechtigte                                   | Wahlberechtigte                      | Wahlberechtigte                      | 117.636 |      |
|                                                   |                                      |                                      |         |      |
| Quelle: Innenministerium                          |                                      |                                      |         |      |

#### Parlamentswahl 2001

##### Direktstimmen
| Kandidaten               | Kandidaten             | Parteien           | Stimmen | %    |
| ------------------------ | ---------------------- | ------------------ | ------- | ---- |
|                          | Manlio Contentogewählt | Casa delle Libertà | 44.634  | 48,8 |
|                          | Antonio Di Bisceglie   | L’Ulivo            | 35.604  | 39,0 |
|                          | Angelo Gnan            | Italia dei Valori  | 4.423   | 4,8  |
|                          | John Fischetti         | Lista Emma Bonino  | 3.737   | 4,1  |
|                          | Pietro Zannese         | Democrazia Europea | 3.006   | 3,3  |
| Gesamt                   | Gesamt                 | Gesamt             | 91.404  | 100  |
|                          |                        |                    |         |      |
| Ungültige Stimmen        | Ungültige Stimmen      | Ungültige Stimmen  | 5.294   | 5,5  |
| Wähler                   | Wähler                 | Wähler             | 96.698  | 80,4 |
| Wahlberechtigte          | Wahlberechtigte        | Wahlberechtigte    | 120.278 |      |
|                          |                        |                    |         |      |
| Quelle: Innenministerium |                        |                    |         |      |

##### Listenstimmen
| Parteien                       | Parteien                             | Parteien                               | Stimmen | %    |
| ------------------------------ | ------------------------------------ | -------------------------------------- | ------- | ---- |
|                                | Casa delle Libertà                   | Forza Italia                           | 27.605  | 30,2 |
| Alleanza Nazionale             | Casa delle Libertà                   | 9.693                                  | 10,6    |      |
| Lega Nord                      | Casa delle Libertà                   | 9.085                                  | 10,0    |      |
| CCD – CDU                      | Casa delle Libertà                   | 2.225                                  | 2,4     |      |
| ↳ Gesamt                       | Casa delle Libertà                   | 48.608                                 | 53,3    |      |
|                                | L’Ulivo                              | La Margherita (Dem – PPI – RI – Udeur) | 17.242  | 18,9 |
| Democratici di Sinistra        | L’Ulivo                              | 9.566                                  | 10,5    |      |
| Il Girasole (FdV – SDI)        | L’Ulivo                              | 1.659                                  | 1,8     |      |
| Partito dei Comunisti Italiani | L’Ulivo                              | 1.162                                  | 1,3     |      |
| ↳ Gesamt                       | L’Ulivo                              | 29.629                                 | 32,5    |      |
|                                | Italia dei Valori                    | Italia dei Valori                      | 4.119   | 4,5  |
|                                | Partito della Rifondazione Comunista | Partito della Rifondazione Comunista   | 3.818   | 4,2  |
|                                | Lista Emma Bonino                    | Lista Emma Bonino                      | 3.266   | 3,6  |
|                                | Democrazia Europea                   | Democrazia Europea                     | 1.644   | 1,8  |
|                                | Abolizione Scorporo                  | Abolizione Scorporo                    | 107     | 0,1  |
|                                | Terzo Polo per l’Autonomia           | Terzo Polo per l’Autonomia             | 88      | 0,1  |
| Gesamt                         | Gesamt                               | Gesamt                                 | 91.279  | 100  |
|                                |                                      |                                        |         |      |
| Ungültige Stimmen              | Ungültige Stimmen                    | Ungültige Stimmen                      | 5.416   | 5,6  |
| Wähler                         | Wähler                               | Wähler                                 | 96.695  | 80,4 |
| Wahlberechtigte                | Wahlberechtigte                      | Wahlberechtigte                        | 120.278 |      |
|                                |                                      |                                        |         |      |
| Quelle: Innenministerium       |                                      |                                        |         |      |

## Von 2017 bis 2020

### Wahlkreisgebiet
Zum Wahlkreis gehören 35 Gemeinden: Andreis, Aviano, Azzano Decimo, Barcis, Brugnera, Budoia, Caneva, Casarsa della Delizia, Chions, Cimolais, Claut, Cordenons, Erto e Casso, Fiume Veneto, Fontanafredda, Maniago, Montereale Valcellina, Pasiano di Pordenone, Polcenigo, Porcia, Pordenone, Prata di Pordenone, Pravisdomini, Roveredo in Piano, Sacile, San Giorgio della Richinvelda, San Martino al Tagliamento, San Quirino, San Vito al Tagliamento, Sesto al Reghena, Spilimbergo, Vajont, Valvasone Arzene, Vivaro und Zoppola.

### Wahlergebnisse

#### Parlamentswahl 2018
| Kandidaten               | Kandidaten               | Stimmen | %    | Listen                                      | Stimmen | %    |
| ------------------------ | ------------------------ | ------- | ---- | ------------------------------------------- | ------- | ---- |
|                          | Vannia Gavagewählt       | 76.687  | 46,2 | Lega                                        | 46.968  | 28,3 |
| Forza Italia             | Vannia Gavagewählt       | 76.687  | 46,2 | 18.864                                      | 11,4    |      |
| Fratelli d’Italia        | Vannia Gavagewählt       | 76.687  | 46,2 | 9.760                                       | 5,9     |      |
| Noi con l’Italia – UDC   | Vannia Gavagewählt       | 76.687  | 46,2 | 1.095                                       | 0,7     |      |
|                          | Giovanna Scottà          | 38.397  | 23,1 | Movimento 5 Stelle                          | 38.397  | 23,1 |
|                          | Giorgio Zanin            | 36.033  | 21,7 | Partito Democratico                         | 29.996  | 18,1 |
| +Europa                  | Giorgio Zanin            | 36.033  | 21,7 | 5.051                                       | 3,0     |      |
| Civica Popolare          | Giorgio Zanin            | 36.033  | 21,7 | 536                                         | 0,3     |      |
| Italia Europa Insieme    | Giorgio Zanin            | 36.033  | 21,7 | 450                                         | 0,3     |      |
|                          | Velia Cassan             | 3.971   | 2,4  | Liberi e Uguali                             | 3.971   | 2,4  |
|                          | Markus Maurmair          | 3.194   | 1,9  | Patto per l’Autonomia                       | 3.194   | 1,9  |
|                          | Luca Franceschini        | 2.089   | 1,3  | CasaPound Italia                            | 2.089   | 1,3  |
|                          | Dario Fabris             | 1.288   | 0,8  | Italia agli Italiani (FN – FT)              | 1.288   | 0,8  |
|                          | Giovanni Toffoli         | 1.248   | 0,8  | Il Popolo della Famiglia                    | 1.248   | 0,8  |
|                          | Fabio Passador           | 1.006   | 0,6  | Potere al Popolo!                           | 1.006   | 0,6  |
|                          | Maurizio Gismondi        | 488     | 0,3  | 10 Volte Meglio                             | 488     | 0,3  |
|                          | Alessandro Pinzini       | 481     | 0,3  | Partito Valore Umano                        | 481     | 0,3  |
|                          | Nico Maman               | 340     | 0,2  | Per una Sinistra Rivoluzionaria (SRC – PCL) | 340     | 0,2  |
|                          | Roberto Boni             | 221     | 0,1  | Siamo                                       | 221     | 0,1  |
|                          | Eugenio Di Bello         | 173     | 0,1  | Lista del Popolo per la Costituzione        | 173     | 0,1  |
|                          | Giovanni Battista Mascia | 146     | 0,1  | Blocco Nazionale per le Libertà             | 146     | 0,1  |
|                          | Elisa De Simon           | 146     | 0,1  | Rinascimento MIR                            | 146     | 0,1  |
| Gesamt                   | Gesamt                   | 165.908 | 100  |                                             | 165.908 | 100  |
|                          |                          |         |      |                                             |         |      |
| Ungültige Stimmen        | Ungültige Stimmen        | 5.231   | 3,1  |                                             |         |      |
| Wähler                   | Wähler                   | 171.139 | 77,8 |                                             |         |      |
| Wahlberechtigte          | Wahlberechtigte          | 220.106 |      |                                             |         |      |
|                          |                          |         |      |                                             |         |      |
| Quelle: Innenministerium |                          |         |      |                                             |         |      |

## Seit 2020

### Wahlkreisgebiet
| Wahlkreise – Camera dei deputati – Friaul-Julisch Venetien | Wahlkreise – Camera dei deputati – Friaul-Julisch Venetien | Wahlkreise – Camera dei deputati – Friaul-Julisch Venetien |
| Provinz                                                    | Provinz                                                    | Gemeinden nach Provinzen ⮞ Wahlkreis                       |
| ---------------------------------------------------------- | ---------------------------------------------------------- | ---------------------------------------------------------- |
|                                                            | Provinz Gorizia (25 Gemeinden)                             | alle ⮞ Wahlkreis Triest                                    |
|                                                            | Provinz Pordenone (50 Gemeinden)                           | alle ⮞ Wahlkreis Pordenone                                 |
|                                                            | Provinz Triest (6 Gemeinden)                               | alle ⮞ Wahlkreis Triest                                    |
|                                                            | Provinz Udine (134 Gemeinden)                              | 97 ⮞ Wahlkreis Udine 37 ⮞ Wahlkreis Pordenone              |

Der Wahlkreis umfasst 87 Gemeinden:
- alle Gemeinden der Provinz Pordenone;
- 37 Gemeinden der Provinz Udine (Amaro, Ampezzo, Arta Terme, Cavazzo Carnico, Cercivento, Chiusaforte, Comeglians, Dogna, Enemonzo, Forni Avoltri, Forni di Sopra, Forni di Sotto, Lauco, Malborghetto Valbruna, Moggio Udinese, Ovaro, Paluzza, Paularo, Pontebba, Prato Carnico, Preone, Ravascletto, Raveo, Resia, Resiutta, Rigolato, Sappada, Sauris, Socchieve, Sutrio, Tarvisio, Tolmezzo, Treppo Ligosullo, Venzone, Verzegnis, Villa Santina und Zuglio).

### Wahlergebnisse

#### Parlamentswahl 2022
| Kandidaten                          | Kandidaten         | Stimmen | %    | Listen                                                  | Stimmen | %    |
| ----------------------------------- | ------------------ | ------- | ---- | ------------------------------------------------------- | ------- | ---- |
|                                     | Vannia Gavagewählt | 97.828  | 55,0 | Fratelli d’Italia                                       | 61.293  | 34,5 |
| Lega per Salvini Premier            | Vannia Gavagewählt | 97.828  | 55,0 | 22.175                                                  | 12,5    |      |
| Forza Italia                        | Vannia Gavagewählt | 97.828  | 55,0 | 12.831                                                  | 7,2     |      |
| Noi Moderati                        | Vannia Gavagewählt | 97.828  | 55,0 | 1.529                                                   | 0,9     |      |
|                                     | Gloria Favret      | 39.363  | 22,1 | Partito Democratico – Italia Democratica e Progressista | 28.343  | 15,9 |
| +Europa                             | Gloria Favret      | 39.363  | 22,1 | 5.411                                                   | 3,0     |      |
| Alleanza Verdi e Sinistra           | Gloria Favret      | 39.363  | 22,1 | 5.020                                                   | 2,8     |      |
| Impegno Civico – Centro Democratico | Gloria Favret      | 39.363  | 22,1 | 589                                                     | 0,3     |      |
|                                     | Teresa Tassan Viol | 16.356  | 9,2  | Azione – Italia Viva                                    | 16.356  | 9,2  |
|                                     | Luca Sut           | 11.164  | 6,3  | Movimento 5 Stelle                                      | 11.164  | 6,3  |
|                                     | Ester Dilda        | 5.199   | 2,9  | Italexit per l’Italia                                   | 5.199   | 2,9  |
|                                     | Giuseppe Guerra    | 2.605   | 1,5  | Italia Sovrana e Popolare                               | 2.605   | 1,5  |
|                                     | Ambra Fedrigo      | 2.561   | 1,4  | Vita                                                    | 2.561   | 1,4  |
|                                     | Gian Luigi Bettoli | 1.892   | 1,1  | Unione Popolare                                         | 1.892   | 1,1  |
|                                     | Vladimiro Campello | 706     | 0,4  | Alternativa per l’Italia (PdF – Exit)                   | 706     | 0,4  |
|                                     | Cinzia Braulinese  | 172     | 0,1  | Noi di Centro – Europeisti                              | 172     | 0,1  |
| Gesamt                              | Gesamt             | 177.846 | 100  |                                                         | 177.846 | 100  |
|                                     |                    |         |      |                                                         |         |      |
| Ungültige Stimmen                   | Ungültige Stimmen  | 9.087   | 4,9  |                                                         |         |      |
| Wähler                              | Wähler             | 186.933 | 67,7 |                                                         |         |      |
| Wahlberechtigte                     | Wahlberechtigte    | 276.220 |      |                                                         |         |      |
|                                     |                    |         |      |                                                         |         |      |
| Quelle: Innenministerium            |                    |         |      |                                                         |         |      |